# Paredesroyas
Paredesroyas es una localidad y también una entidad local menor españolas de la provincia de Soria, partido judicial de Soria, Comunidad Autónoma de Castilla y León, España. Pueblo de la Comarca de Campo de Gómara que pertenece al municipio de Gómara.
Desde el punto de vista jerárquico de la Iglesia católica forma parte de la diócesis de Osma la cual, a su vez, pertenece a la archidiócesis de Burgos.

## Situación

Término municipal de Gómara

Esta pequeña población de la comarca de Campo de Gómara está ubicada en el centro de la provincia de Soria , al sureste de la capital en el valle del río Rituerto.

### Comunicaciones
Localidad situada en la carretera local SO-P-3215 que nos lleva de Aldealafuente a Gómara; en dirección oeste parte la también local SO-P-3226 en dirección a Tapiela.

## Historia
El censo de Pecheros de 1528, en el que no se contaban eclesiásticos, hidalgos y nobles, registraba la existencia 20 pecheros, es decir unidades familiares que pagaban impuestos.  En el documento original figura como Parederoya, formando parte del Sexmo de Lubia.
Lugar que durante la Edad Media perteneció a la Comunidad de Villa y Tierra de Soria formando parte del Sexmo de Lubia.
En el censo de 1787, ordenado por el conde de Floridablanca,  figuraba como lugar de la Universidad de la Tierra de Soria en la Intendencia de Soria, con jurisdicción de realengo y bajo la autoridad del alcalde pedáneo en el Sexmo de Lubia.
A la caída del Antiguo Régimen la localidad se constituye en municipio constitucional, conocido entonces como Paredes Royas en la región de Castilla la Vieja que en el censo de 1842 contaba con 24 hogares y 96 vecinos.
El mediados del siglo XIX el municipio desaparece al integrarse en Gómara.

## Demografía
Paredesroyas contaba a 1 de enero de 2015 con una población de 16 habitantes, 9 hombres y 7 mujeres.
| Gráfica de evolución demográfica de Paredesroyas entre 2000 y 2015                               |
|                                                                                                  |
| Población de derecho (2000-2015) según los censos de población del INE a 1 de enero de cada año. |

## Lugares de interés
- Iglesia está dedicada a San Miguel Arcángel

## Fiestas
- San Miguel, las fiestas patronales, 29 de septiembre.